# جوانی (بهار)
جوانی (بهار) (چینی: 青春; پین‌یین: qīng chūn؛ فرانسوی: Jeunesse (Le Printemps)‎) یک فیلم مستند محصول ۲۰۲۳ به کارگردانی وانگ بینگ است. این فیلم یک محصول مشترک بین‌المللی بین کشورهای فرانسه، لوکزامبورگ و هلند است. داستان آن روی گروهی از کارگران جوان نساجی در شهر ژیلی چین تمرکز دارد. این فیلم نخستین ورودی از یک سه‌گانه است که شخصیت‌های مشابه را در مدت زمانی طولانی دنبال می‌کند.
این فیلم برای رقابت نخل طلای هفتاد و ششمین جشنواره فیلم کن انتخاب شد، که در آنجا در تاریخ ۱۹ مه ۲۰۲۳ اکران شد.

## خلاصه داستان
این فیلم روی گروهی از کارگران جوان ۲۰ ساله نساجی در شهر ژیلی چین، واقع در ۱۵۰ کیلومتری خارج از شانگهای تمرکز دارد. جوانان هر سال روستاهای خود را ترک می‌کنند و به شهرک تولیدی مهاجرت می‌کنند. آنها به امید روزی بچه دار شدن، خرید یک خانه یا راه اندازی کسب و کار خود به‌طور خستگی ناپذیری کار می‌کنند. آنها در محل کار خود، در خوابگاه‌های غیربهداشتی زندگی می‌کنند. با گذشت زمان و سپری شدن فصل‌ها، دوستی‌ها و روابط عاشقانه بین آنها ایجاد شده و آنها به هم می‌پیوندند. پراکندگی جغرافیایی، بی‌ثباتی مالی، و فشارهای اقتصادی و خانوادگی، معصومیت و جوانی آنها را تسخیر می‌کند.
وانگ بینگ یک سال را با آنها در ژیلی سپری می‌کند: که شامل محل کار، خانه، در اینترنت، و روابط حرفه ای، عاشقانه و دوستی آنها است. در پایان سال، او آنها را در جهت مخالف استان اصلی خود دنبال می‌کند تا سال نو چینی را با خانواده‌هایشان جشن بگیرند.

## تولید
این فیلم توسط هاوس آن فایر، گلادیس گلوور و سی اس پروداکشن، در تولیدی مشترک باآرته، له فاوس (لوکزامبورگ)، ولیا فیلمز (هلند)، ایسترن لاین پیکچرز، و له فرسنوی - استودیو ملی هنرهای معاصر، تولید شده‌است.

## انتشار
جوانی (بهار) برای رقابت نخل طلای جشنواره فیلم کن ۲۰۲۳ انتخاب شد، جایی که نخستین نمایش خود را در ۱۸ مه ۲۰۲۳ داشت.